# Banasie (Lachowice)
Banasie – część wsi Lachowice w Polsce, położona w województwie małopolskim, w powiecie suskim, w gminie Stryszawa.
W latach 1975–1998 Banasie położone były w województwie bielskim.